# North Willingham
North Willingham est une paroisse civile et un village du Lincolnshire, en Angleterre.